# Blastodacna atra
Blastodacna atra — вид лускокрилих комах родини злакових молей-мінерів (Elachistidae).

## Поширення
Вид поширений в Європі, завезений також до Північної Америки. Присутній у фауні України.

## Опис
Розмах крил становить 11-13 мм. Голова біла. Передні крила вузькі, темно-коричневі з білими смугами. Задні крила сірі.

## Спосіб життя
Імаго літають з травня по вересень. Гусені мінують молоді пагони яблуні (Malus).